# Bosszú Angyalai
A Bosszú Angyalai egy szuperhős-csapat a Marvel Comics képregényeiben. Első szereplésük az 1963 szeptemberében megjelent Avengers induló számában volt.
Az „Angyalok gyülekező!” csatakiáltásukról ismert, „A Föld legnagyobb hősei”-t tömörítő csapat eredeti felállásában a Hangyát, a Darazsat, Thort, Vasembert és a Hulkot foglalta magában. A csapat összetétele azonban gyakran változott, új tagok léptek be, régi tagok vonultak passzív állományba, majd tértek vissza. Számos karakter újra és újra visszatért a csapatba, ilyenek voltak például a Skarlát Boszorkány, Higanyszál, Sólyomszem, a Vízió, a Fekete Özvegy, és a csapat vezetője, Amerika Kapitány.
A csapat a tevékenységükre hivatalos engedélyt, de legalábbis elfogadott státuszt kapott az Egyesült Államoktól és az Egyesült Nemzetektől. A tagok származása és eredete igen vegyes; vannak köztük mutánsok, istenek, androidok, mesterségesen megerősített emberek, földönkívüliek, és egyszerű halandók is.
A sorozat fennállása óta megőrizte népszerűségét, ennek ellenére az 1999-ben készült, a csapatról szóló rajzfilmsorozat (The Avengers: United They Stand) tiszavirág életűnek bizonyult, csupán 13 rész készült belőle.
2006-ban két egész estés animációs film készült a sorozatból Ultimate Avengers és Ultimate Avengers 2 címmel.

## Történetük

### Az 1960-as évek
Avengers #1 (1963. szeptember) – Avengers #71 (1969. december)
Loki, a germán mitológia bajkeverő istene bosszút akart állni mostohatestvérén, Thoron, amiért miatta száműzetésbe került. Varázserejét felhasználva becsapta a Hulkot, aki miatt egy vonat majdnem egy szakadékba zuhant, de az utolsó pillanatban a Hulknak mégis sikerült megakadályoznia a katasztrófát. A vonat utasai viszont azt hitték, hogy a Hulk megpróbálta megölni őket. Az eseményről először Rick Jones értesült, aki amatőr rádiós barátai segítségével megpróbálta értesíteni a Fantasztikus Négyest, hogy azok keressék meg, és ha valóban veszélyes, ártalmatlanítsák a Hulkot. Loki azonban elterelte a rádióhullámokat, hogy azok dr. Don Blakehez, Thor emberi alteregójához jussanak el. A rádióadás azonban Thoron kívül még a Hangyához, a Darázshoz, és Vasemberhez is eljutottak, akik szintén azonnal a helyszínre siettek. Thor rájött Loki fondorlatára és visszatért Asgárdba, hogy megkeresse Lokit. Vasember, a Hangya és a Darázs eközben megtalálták a Hulkot és összetűzésbe keveredtek vele. Thor foglyul ejtette Lokit és visszatért vele a Földre, hogy véget vessen a harcnak. Loki azonban kiszabadult de a szuperhősök erőiket egyesítve legyőzték őt. Ezután a Hangya javaslatára az öt hős megalapította a Bosszú Angyalait.
A csapat állománya a megalakulás után szinte azonnal megváltozott. A Hangya mint Óriás szolgált tovább a csapatban, a Hulk pedig az ellene táplált bizalmatlanság miatt kilépett. Ezután szövetkezett Namor herceggel, a Torpedóval, hogy térdre kényszerítsék az emberiséget. A csapat a vele való összetűzés során talált rá az Északi-tengerben, a jég fogságában hibernálódott Amerika Kapitányra, a második világháború egyik szuperhősére. Amerika Kapitány csatlakozott a csapathoz és szinte rögtön nélkülözhetetlen tagja, és ha kezdetben nem is hivatalosan, de vezetője is lett a Bosszú Angyalainak. Az Angyalok megküzdöttek Amerika Kapitány régi ellenfelével, Zémó Báróval és az általa alapított Mesterbűnözőkkel; az időutazó Kanggal, a hódítóval és a lávaemberekkel.
A következő nagy változás a csapat állományában akkor következett be, mikor Thort elszólították Asgárdi kötelezettségei, Vasember, a Hangya és a Darázs pedig passzív állományba vonultak. Így az eredeti csapatból csak Amerika Kapitány maradt. Az új tagok mind volt bűnözők voltak, akik jó útra szerettek volna térni. Így csatlakozott a csapathoz a Skarlát Boszorkány és testvére Higanyszál, valamint Sólyomszem. Az új csapat megküzdött a Varázslónővel, az Erőemberrel, Kanggal, Fátum Doktorral, Attumával, a Bogárral, a Bajvívóval és a Bűnös Cirkusszal. A csapathoz hamarosan újra csatlakozott Henry Pym (már Góliát néven) és a Darázs. Új tagként belépett Herkules, a Fekete Lovag és a Fekete Özvegy, bár az utóbbi kettő csak később lett hivatalosan a csapat tagja.
Roy Thomas írói munkássága alatt a kiadvány egyre inkább a karakterek jellemére fektette a hangsúlyt. A csapathoz szegődött a Fekete Párduc, majd a Vízió. Thomas „választotta” az Angyalok székhelyéül a New Yorkban, Manhattanben található, csak Kúriának nevezett épületet. A birtok Tony Stark (Vasember) tulajdonában volt, aki a Bosszú Angyalainak adományozta, valamint megalapította a Maria Stark Alapítványt, egy nonprofit szervezetet, mely az Angyalok anyagi támogatását szolgálta. A Kúria ügyeit és birtok körüli egyéb teendőket a Bosszú Angyalainak hűséges komornyikja, Edwin Jarvis látja el.

### Az 1970-es évek
Avengers #72 (1970. január) – Avengers #190 (1979. december)
Thomas maradt a sorozat vezető írója az 1970-es évek elején, mialatt az Angyalok olyan nagyszabású kalandokba és csatákba keveredtek, mint a DC Comics Igazságligájának mintájára létrehozott Squadron Supreme-el való összecsapás vagy mint a Krí-Skrull Háború. Az utóbbi történetben oszlott fel legelőször a csapat, mikor három skrull felvette Amerika Kapitány, Thor és Vasember alakját, és kihasználva hatalmukat mint alapító tagok, feloszlatták a csapatot.
A Vízió szerelmes lett a Skarlát Boszorkányba, aki viszonozta szerelmét. Kapcsolatukat azonban megmérgezte a Vízió kételye saját emberi mivolta iránt.
A sorozat írói székébe Steve Englehart került. A csapathoz csatlakozott a Mantis, és egy régi szuperbűnöző, a Bajvívó. Fény derült rá, hogy a Vízió testét nem Ultron alkotta, csupán átalakította az eredeti Fáklyáét amiből így létrehozta a Víziót. Megismerve saját múltját a Vízió kész lett vállalni érzéseit a Skarlát Boszorkány iránt és végül feleségül is vette.
Englehartot Jim Shooter követte a sorozat írójaként. Az ő munkássága alatt születtek meg olyan történetek mint az „Ultron arája”, a „Nefaria trilógia” és a „Korvac Saga”, melyben majdnem minden egykori Angyal szerepet kapott a végső ütközet során. Új tagként belépett a Bestia, Energikon, valamint Amerika Kapitány társa és barátja, a Sólyom, és Ms. Marvel.
Shooter bemutatott egy szereplőt is, Henry Peter Gyrichet, az Egyesült Államok Nemzetbiztonsági Tanácsának megbízottját, akinek az volt a feladata, hogy közvetítsen a Tanács és az Angyalok között. Gyrich ellenszenve a különleges képességekkel rendelkező hősök iránt, kemény és makacs magatartása éreztette, hogy az Angyaloknak engedelmeskednie kell a kormány akaratának. Gyrich rendelkezései közé tartozott, hogy az aktív tagok létszáma nem haladhatta meg a hét főt, és hogy a Sólymot, afroamerikai származására való tekintettel pozitív diszkrimináció alapján fel kellett venni a csapatba. Ez utóbbi rendelkezése miatt veszítette el Sólyomszem tagságát a Bosszú Angyalai soraiban.

### Az 1980-as évek
Avengers #191 (1980. január) – Avengers #312 (1989. december)
Shooter egyik legjelentősebb története ebben az időszakban az volt, mely Henry Pym mentális leépülését mesélte el. Shooter Pym gyakori jelmez és név változtatásait a kisebbségi komplexus jelének tekintette. Miután házassága megromlott, nem sikerült visszanyernie az Angyalok bizalmát, valamint a Tojásfej nevű régi ellenfele is becsapta, Pym börtönbe került. Az 1980-as években a sorozat fő írója Roger Stern volt, aki úgy folytatta a történetszálat, hogy Pym végül túljárt Tojásfej eszén és egymaga legyőzte a Mesterbűnözőket, és bizonyította ártatlanságát. Kapcsolata ismét megjavult a Darázzsal, de úgy döntöttek, hogy továbbra is külön fognak élni.
Stern munkássága alatt több nagyszabású történetszálat is megalkotott, mint a Bosszú Angyalai Nyugati-Parti Tagozatának megalakulását vagy az „Angyalok ostrom alatt” történetet, melyben a második Zémó Báró és az újjászerveződött Mesterbűnözők szervezett támadást intéztek a Bosszú Angyalai Kúriája ellen. Az Angyalok végül legyőzik a bűnözőket, de egyik tagjuk, a görög félisten, Herkules sérülései olyan súlyosak, hogy kómába esik. Ez a történet Magyarországon is megjelent a Marvel Extra című képregény-kiadványban. Ezt a történetet közvetlenül követte a „Háború az Olümposzon”, melyben a feldühödött Zeusz, Herkules apja, a Bosszú Angyalait hibáztatta fia állapotáért. Ebben az időszakban csatlakozott a csapathoz az afroamerikai Monica Rambeau Csodakapitány néven, az Amazon, Tigra, Namor herceg, és Sólyomszem felesége, Seregély. Henry Pym visszatérve a passzív állományból és csatlakozott a Nyugati-Parti Tagozathoz.
1988-ban Stern elhagyta a kiadványt. Ennek oka az a nézetkülönbség volt a szerkesztővel, Mark Gruenwalddal, miszerint Sternnek el kellett volna távolítania Csodakapitányt az Angyalok vezetői székéből, hogy helyére Amerika Kapitány kerülhessen. Gruenwald úgy gondolta, hogy Amerika Kapitány vezetői pozícióba való visszajuttatása az Angyaloknál kedvező hatással lenne Amerika Kapitány saját lapjának eladási mutatóira. Stern ezzel nem értett egyet és miután hangot is adott kételyeinek, eltávolították a kiadványtól.

### Az 1990-es évek
Avengers #313 (1990. január) – Avengers vol. 3 #23 (1999. december)
Az 1990-es évek igen mozgalmasnak bizonyultak a Marvel Comics számára, mindent megtett, hogy növelje eladási mutatóit. A „képregény-bumm”-ot a pangás időszaka követte, mely majdnem a csőd szélére sodorta a céget 1997-ben. A sorozatot Bob Harras és Steve Epting vette át, nagyjából állandósított csapatösszetétellel és összefüggő történetszálakkal. A karakterfejlődés középpontjába a Fekete Lovag, Sersi, Kristály, Higanyszál, Herkules és a Vízió került. Ebben az időszakban a csapat egyre veszélyesebb és halálosabb ellenfelekkel találja szembe magát, és megkérdőjeleződik a csapat egyik alapszabálya is, miszerint soha nem gyilkolnak.
A csúcspontot a 19 részes „Galaktikus Vihar” jelentette, melyben az Angyalok két földön kívüli faj, a Krí és a Siár Birodalom, közötti konfliktus kellős közepén találják magukat. A Legfőbb Intelligencia érvei és tette – melyek a krí faj tömeges pusztulásához vezettek – megosztja a csapatot. Vasember és mások elhatározzák, hogy végeznek a Legfőbb Intelligenciával – Amerika Kapitány parancsa ellenére – és egy új, agresszívebb csapatot hoznak létre, az Erőműveket.
Az Onslaught eseményei, melyek az egész Marvel-univerzumra hatással voltak, az Angyalokat sem kímélte meg. A pszichikai entitás, Onslaught elleni végső ütközetben a Fantasztikus Négyes és más hősök oldalán látszólag életüket áldozták, hogy elpusztítsák a gonoszt. Valójában azonban Franklin Richards, a Fantasztikus Négyes vezetőjének, Reed Richardsnak a fia az úgynevezett „Újjászülető Hősök” zsebdimenziójába küldte át őket. A Fekete Özvegy, meggyőződve arról, hogy a csapat odaveszett, feloszlatta a megmaradt Angyalokat. Az Avengers első sorozata 1996 szeptemberében, a 402. számmal ért véget, 23 éves-különszám és 5 óriás-méretű különkiadás után.

#### Heroes Reborn – Újjászülető Hősök
A Marvel számos kiadványának folytatását a zsebdimenzió világába helyezte át. A feladattal Jim Leet és Rob Liefeldet, az Image Comics két alapító tagját bízták meg. A Marvel-univerzum folytonossága megszakadt és a hősök „újjászülettek” az új világban. A Bosszú Angyalai az Avengers második sorozatában tértek vissza 1996 novemberében Rob Liefeld, Jim Valentino és Chap Yaep közreműködésével. A kísérlet nem váltották be a hozzá fűzött reményeket, a jogok visszakerültek a Marvel tulajdonába és egy év múltán leáldozott az „Újjászülető Hősök” kora. Az Avengers második sorozata a 12. számmal befejeződött és a hősök visszatértek a valódi Marvel Univerzumba.

#### Heroes Return – A Hősök Visszatérnek
Az Avengers harmadik sorozata 1998 februárjában kezdődött. A sorozat írója Kurt Busiek, a rajzoló pedig George Pérez lett. Busiek visszanyúlt az 1970-es és 1980-as évekhez és igyekezett helyesbíteni és kijavítani néhány hibát melyek a sorozatban vetődtek fel. Egyik legjelentősebb munkája a külön sorozatként megjelent Avengers Forever volt melyben a nyitott kérdéseket igyekezett megválaszolni és a logikai hibákat kijavítani.

### A 2000-es évek – a modern kor

#### Angyalok, oszolj!
A „Káosz” című négy részes Bosszú Angyalai történet – visszatérve az eredeti számozáshoz – az Avengers 500. számával vette kezdetét. A borítón Avengers Disassembled vagyis az „Angyalok Oszolj” cím szerepelt. A csapat aktív tagja ebben időben a II. Hangya, Amerika Kapitány, a III. Britannia Kapitány, a Sólyom, Sólyomszem, Vasember, a Skarlát Boszorkány, az Amazon, a Vízió, a Darázs és Fullánk voltak.
Az Angyalok kúriája előtt egy betolakodó tűnik fel, akiben a ház biztonsági rendszere a korábban elhunyt bosszúangyalt, Jackpotot ismeri fel. A Hangya kirohan a házból, hogy meggyőződjön róla, valóban Jackpot tért-e vissza. Mikor azonban a közelébe ér, Jackpot felrobban. A robbanás megöli a Hangyát és romba dönti a kúriát.
Eközben Tony Stark (Vasember) beszédet tart az ENSZ előtt, mikor hirtelen kikelve magából, mintha részeg lenne, sértegetni kezdi Latveria küldöttét, melynek hatására elveszti helyét az Egyesült Államok Biztonsági Tanácsában az ENSZ pedig megszakítja kapcsolatait a Bosszú Angyalaival.
Az Angyalok vészjelzésére a helyszínre érkeznek a mentőcsapatok valamint a S.H.I.E.L.D. ügynökei is. A Vízió is feltűnik a csapat egyik csapatszállító repülőgépével és becsapódik vele a kúria romjai közé. A gép roncsai közül kimászik a Vízió, a testéből több Ultron robot jön elő majd ő maga összeesik. Az csapatnak sikerül legyőznie a robotokat, de az Amazon elveszíti önuralmát, kettészakítja a Vízió testét és tombolni kezd, Vasembernek azonban sikerül megfékeznie.
A csapat kezd széthullani; a Hangya és Vízió halott, Britannia Kapitány, a Darázs és az Amazon súlyos állapotban a kórházban fekszik, Fullánk magát hibáztatja a történtekért amiért egykor megalkotta Ultront, Vasembernek pedig nem hisznek, hogy nem nyúlt újra az ital után.
Az egykori Angyalok, a Fantasztikus Négyes és Pókember a kúria romjainál gyűltek össze, mikor hirtelen a semmiből egy krí armada támad rájuk, mely során Sólyomszem feláldozza az életét, hogy elpusztítsa a támadó anyahajót.
Hirtelen megjelenik Doktor Strange, aki felfedi az Angyalok előtt, hogy a támadások mind összefüggenek, és hogy az eseményekért a Skarlát Boszorkány a felelős. Wandának visszatértek az emlékei elveszített gyermekeiről, amit nem volt képes feldolgozni és elvesztette irányítását a valóság-manipuláló „boszorkány” képessége felett. Doktor Strange végső megoldásként kómás állapotot idézett elő a Skarlát Boszorkánynál, hogy megfékezze őt. Az eszméletlen Wandát végül apja, Magneto vitte magával ismeretlen helyre.
A történet a nyolc részes Mutánsvilágban folytatódott.
Epilógus
A történet epilógusa az egy részes Avengers Finale kiadványban látott napvilágot. A képregényt Brian Michael Bendis írta, és majd minden oldalát más rajzoló készítette, többek között George Pérez, Dave Finch és Jim Cheung.
A megmaradt csapat a kúria romjainál gyűlt össze, hogy megemlékezzen az elveszített bajtársakról. Vasember bejelenti, hogy a jövőben már nem lesz képes anyagilag támogatni a csapatot. Fullánk és a Darázs úgy döntöttek adnak még egy esély a kapcsolatuknak. Britannia Kapitány visszaköltözött Angliába. Az Amazon nem képes megbocsátani magának azért, amit a Vízióval tett, bár az android már halott volt mikor ketté tépte a testét, és kilép a csapatból. A Bosszú Angyalait hivatalosan feloszlatják.

#### Az Új Bosszú Angyalai
Az Angyalok 2004 novemberében, a New Avengers első számában tértek vissza Brian Michael Bendis író és David Finch rajzoló közreműködésével. A csapatot egy szuperbűnözőknek fenntartott börtönben kitört lázadás hozza újra össze. A helyszínre érkező szuperhősök között van a S.H.I.E.L.D. egyik ügynöke, Jessica Drew (Póknő), a Fenegyerek, Luke Cage, Amerika Kapitány, Vasember, Pókember, valamint a maga is a börtönben raboskodó, látszólag elmeháborodott Őrszem. A legtöbb bűnözőt sikerült megfékezni, de negyvenkettő megszökik közülük. Amerika Kapitány úgy látja, hogy a sors hozta össze az új csapatot, éppúgy mint egykor az eredeti Bosszú Angyalait. Fenegyereket kivéve mindenki elfogadja Amerika Kapitány felkérését a tagságra, akikhez következő kalandjuk során a Vadföldön az X-Men tagja, Rozsomák is csatlakozik.
Az új csapat főhadiszállása a Baxter Buildingtől tíz sarokra lévő Stark Torony lett. Miközben Luke Cage, Rozsomák, Pókember és a Póknő a szökött rab, Roncsoló nyomába erednek, addig Amerika Kapitány és Vasember Őrszemet próbálják felkutatni és kideríteni, hogy ki is ő valójában. Emma Frostnak sikerül helyreállítania Őrszem emlékeit és tudatát, aki ezután csatlakozik a Bosszú Angyalaihoz. A Stark Torony tetején megjelenik a Őrszem egykori főhadiszállása, az Őrtorony.
Az új csapat fő küldetése, hogy elfogja a kiszabadult szuperbűnözőket. Eközben felbukkant egy fiatal szuperhősökből álló csapat is, akik magukat Ifjú Bosszú Angyalainak nevezik. Nick Fury eltűnése és a S.H.I.E.L.D. körüli rejtélyek bizonytalanságra és gyanakvásra adnak okot a csapatban.
A Polgárháború eseményei kettészakítja az új csapatot. Amerika Kapitány illegálisan tovább küzd a bűnözők ellen, míg Vasember a szuperhős-regisztrációs törvény oldalára állt.

## A Bosszú Angyalai alternatív valóságokban

### A-Next – a következő nemzedék
Az MC2-nek nevezett alternatív jövőben a Bosszú Angyalai feloszlottak, egykori főhadiszállásuk, a Kúria múzeum lett. Egy új fenyegetés felbukkanása miatt azonban ifjú hősök új generációja újraalapítja a csapatot.

### A Különítmény
A Marvel Újvilág Univerzumában, a Bosszú Angyalait a „Különítménynek” hívják, akiket Nick Fury hozott össze az Egyesült Államok védelme érdekében.

## Egyéb megjelenések

### Film
A Vasember című film végén található egy utalás a Bosszú Angyalaira, a Vasember 2 film végén utalnak a Bosszú Angyalainak egy másik tagjára mégpedig Thorra, egy kráter szélén ott látható Thor pörölye. 2012-ben mutatták be a Bosszúállók című filmet, ezt követte 2015-ben a Bosszúállók: Ultron kora majd az Amerika kapitány: Polgárháború. 2018-ban jelent meg a Bosszúállók: Végtelen háború, melynek folytatása a Végjáték címet viseli.

## Alkotók

### Avengers
| Rendszeres írók - Stan Lee, 1963–1966 - Roy Thomas, 1966–1972 - Steve Englehart, 1972–1976 - Tony Isabella, 1976 - Gerry Conway, 1976–1977 - Jim Shooter, 1977–1978 - David Michelinie, 1978 - David Michelinie, 1979–1981 - Tom DeFalco, 1979 - Mark Gruenwald és Steven Grant, 1979 - Jim Shooter, 1980 - Roger Stern, 1980 - Jim Shooter, 1981–1982 - Danny Fingeroth és Bob Budiansky, 1981 - Bill Mantlo, 1981 - Steven Grant, 1982 - Roger Stern, 1983–1987 - Walter Simonson, 1988–1989 - Ralph Macchio, 1988 - John Byrne, 1989–1990 - Ralph Macchio, 1989 - Fabian Nicieza és Mark Gruenwald, 1990 - Larry Hama, 1990 - Larry Hama, 1991 - Bob Harras, 1991–1996 - Fabian Nicieza, 1991 - Len Kaminski, 1992 - Glenn Herdling, 1993–1994 - Joey Cavalieri, 1994 - Terry Kavanagh, 1995–1996 - Mark Waid, 1996 | Rendszeres rajzolók - Jack Kirby, 1963–1964 - Don Heck, 1964–1967 - John Buscema, 1967–1971 - Sal Buscema, 1969–1971 - Gene Colan, 1969 - Barry Smith, 1969 - Neal Adams, 1971–1972 - Barry Smith, 1972 - Rich Buckler, 1972 - Don Heck, 1973 - Bob Brown, 1973–1974 - Sal Buscema és Joe Staton, 1974–1975 - George Tuska, 1975 - George Pérez, 1975–1978 - John Buscema, 1976 - Sal Buscema, 1977 - John Byrne, 1977 - David Wenzel, 1978 - John Byrne, 1979 - Jim Mooney, 1979 - George Pérez, 1980 - Carminre Infantino, 1980 - Gene Colan, 1981 - Alan Kupperberg, 1981 - Nincs rendszeres rajzoló, 1982 - Alan Weiss, 1982 - Bob Hall, 1982 - Greg LaRocque, 1982 - Allen Milgrom, 1983–1984 - Joe Sinnott, 1984 - John Buscema, 1985–1989 - Bob Hall, 1995 - Paul Ryan, 1989–1991 - Rich Buckler, 1989 - Steven Epting, 1991–1994 - M.C. Wyman, 1992 - Mike Deodato, Jr és Jeffrey Moore, 1994–1995 - Mike Deodato, Jr, 1995–1996 |

### Avengers (vol. 2)
| Rendszeres írók - Jim Valentino, Rob Liefeld és Jeph Loeb, 1996–1997 - Walter Simonson, 1997 - James Robinson | Rendszeres rajzolók - Chap Yaep, 1996–1997 - Michael Ryan, 1997 - Ian Churchill, 1997 |

### Avengers (vol. 3)
| Rendszeres írók - Kurt Busiek, 1998–2002 - Jerry Ordway, 1999 - Geoff Johns, 2002–2004 - Chuck Austen, 2004 | Rendszeres rajzolók - George Pérez, 1998–2000 - Jerry Ordway, 1999 - Alan Davis, 2001 - Manuel Garcia, 2001 - Kieron Dwyer, 2002 - Olivier Coipel, 2003 - Gary Frank, 2003 - Scott Kolins, 2004 - Olivier Coipel, 2004 |

### Avengers (vol. 4)
Avengers 500. számaként folytatódik
A kiadvány borítóján szereplő cím Avengers Disassembled
| Rendszeres írók - Brian Michael Bendis, 2004 | Rendszeres rajzolók - David Finch, 2004 - Jack Kirby és Olivier Coipel, 2004 |